# Jak Bushati
Jak Bushati (ur. 8 sierpnia 1890 w Szkodrze, zm. 12 września 1949 w Lezhy) – albański duchowny katolicki, więzień sumienia, błogosławiony Kościoła katolickiego.

## Życiorys
Był synem Kolë Bushatiego i Tone z d. Nikolić. Po ukończeniu seminarium papieskiego w Szkodrze kształcił się w Trieście, w zakresie filozofii i teologii. Po powrocie kontynuował naukę w seminarium w Szkodrze. 4 września 1906 wstąpił do zakonu franciszkanów. 30 maja 1915 przyjął święcenia kapłańskie. Przez 26 lat pracował w różnych parafiach okręgu Mirdita (Ndërfana, Gëziq). W Gëziq z inicjatywy Bushatiego zbudowano kościół. W 1946 trafił do parafii Kelmeti k. Zadrimy.
Aresztowany w kwietniu 1949 przez funkcjonariuszy Sigurimi pod zarzutem, że w jego parafii działa organizacja antykomunistyczna. Poddany torturom na posterunku policji w Lezhy. Był oskarżany o udzielanie pomocy oddziałom antykomunistycznym, które miały szukać schronienia w kościele. Zmarł w więzieniu, w wyniku tortur, kilka dni przed planowanym procesem. Jego ciało pochowano w bezimiennym grobie na bagnach w pobliżu Lezhy.
Bushati znalazł się w gronie 38 Albańczyków, którzy 5 listopada 2016 w Szkodrze zostali ogłoszeni błogosławionymi. Beatyfikacja duchownych, którzy zginęli "in odium fidei" została zaaprobowana przez papieża Franciszka 26 kwietnia 2016.